# Верховодка (підземні води)

Рис. 1. Типи залягання верховодки: а – на лінзах водотривів, б – серед алювіальних відкладів

Верховодка — підземні води утворені вільною гравітаційною вологою, яка утворює в товщі ґрунту тимчасовий водоносний горизонт, не зв'язаний з підґрунтовими водами. Водоупором для верховодки може бути будь який шар ґрунту зі зниженою водопроникністю (ілювіальний горизонт, ортзанд, глини, промерзлий ґрунт тощо).
Залягають поблизу поверхні (тимчасовий рівень ґрунтових вод), схильні до різких коливань, легко забруднюються. Верховодка — це тимчасове або сезонне скупчення безнапірних підземних вод з обмеженим водотривким ложем. Утворюється внаслідок просочування атмосферних опадів (інфільтрації) та конденсації водяної пари. При веденні відкритих гірничих робіт в області розвитку верховодки необхідне забезпечення стійкості укосів в'їзних, розрізних траншей і робочих бортів, яке досягається, зокрема, дренажем, водовідливом та водовідводом.
Верховодка знаходиться у верхніх шарах земної кори i має обмежене поширення (невеликі за площею). Вона характеризується дуже непостійним режимом. В посушливу пору року, коли збільшується випаровування, верховодка зникає. З цієї причини вплив верховодки на ґрунтоутворення і родючість є незначним, або локальним і тимчасовим. Істотний вплив на процеси ґрунтоутворення можливий лише за умови якщо капілярна облямівка охоплює ґрунтовий профіль, а їх вплив на родючість ґрунту може бути як позитивним так і негативним . Області живлення i поширення у верховодки збігаються. 
Верховодка зустрічається у двох випадках: 
а) на порівняно невеликих лінзах водонепроникних порід, які затримують частину інфільтрованої води; з часом частина цієї води випаровується, а частина стікає вниз, поповнюючи нижчезалеглі води (рис. 1);
б) на річкових заплавах, де утворення верховодки пояснюється частим чергуванням шарів алювіальних відкладів, які мають різні фільтраційні властивості. Вода в процесі інфільтрації порівняно легко проходить через піски (рис. 1, б) i накопичується на шарі суглинків, водопроникність яких є значно меншою. З часом верховодка частково повільно просочується вниз, а частково випаровується в атмосферу.
В містах і селищах верховодка може утворюватись за рахунок витікання води з водопроводів i каналізаційних мереж.
Товщина залягання верховодки є невеликою (до 1–2 м). Ці води через забруднення зазвичай непридатні для господарского використання. Роль верховодки часто недовраховують, що створює великі труднощі під час будівництва (підтоплюються котловани, підвали тощо). На полях верховодка часто створює перезволоженні ділянки, що негативно відбивається на проведенні сільськогосподарських робіт.